# Pocillopora inflata
Pocillopora inflata is een rifkoralensoort uit de familie van de Pocilloporidae. De wetenschappelijke naam van de soort is voor het eerst geldig gepubliceerd in 1999 door Glynn.